# Wojwodowo (obwód Chaskowo)
Wojwodowo (bułg. Войводово) – wieś w południowej Bułgarii, w obwodzie Chaskowo, w gminie Chaskowo. Wieś położona 7 km od Chaskowa. Według danych Narodowego Instytutu Statystycznego w Bułgarii z 31 grudnia 2011 wieś liczyła 1195 mieszkańców.
Urodził się tutaj pisarz Mustafa Każwedżiew.